# Siekiera, motyka

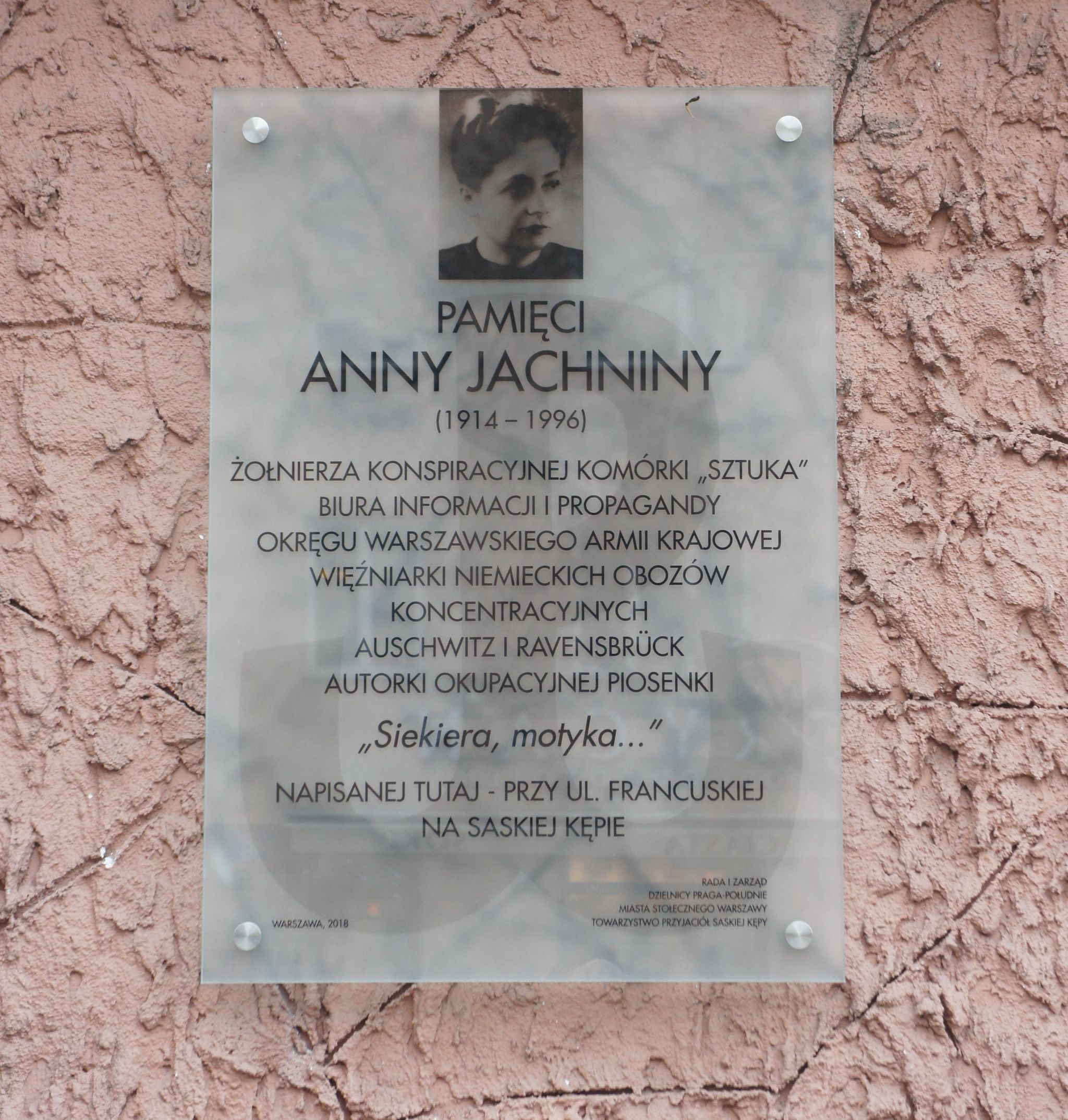
Tablica upamiętniająca napisanie piosenki przy ul. Francuskiej 15 na warszawskiej Saskiej Kępie

Siekiera, motyka – piosenka popularna na ulicach Warszawy w czasie okupacji niemieckiej podczas II wojny światowej. W lekki sposób opowiada ona o życiu w stolicy.

## Opis
Piosenka powstała w 1942 w mieszkaniu przy ulicy Francuskiej na Saskiej Kępie, śpiewana była w wielu wariantach z różnymi zwrotkami. W 1943 została opublikowana po raz pierwszy w wydawnictwie podziemnym (w zbiorku Posłuchajcie, ludzie..., wydanym w lutym 1943 r. przez KOPR). Autorką słów piosenki była Anna Jachnina. Utwór szybko zdobył uznanie ludności miasta i był wykonywany przez kapele uliczne, co było przez Niemców zabronione od 1942.
W pierwszej zwrotce „w nocy nalot, w dzień łapanka”, piosenka mówi o sowieckich nocnych nalotach bombowych na miasto oraz o niemieckich łapankach na ulicach. Wspomniana jest w niej również ulica Skaryszewska, przy której znajdował się obóz przejściowy dla osób zatrzymanych w łapankach.
Od pierwszych taktów melodii tej piosenki, granej na flecie, rozpoczynały się audycje Radia Solidarność w Regionie Mazowsze.
Piosenka Siekiera, motyka pojawia się w filmie Zakazane piosenki (1946). Ponadto jej melodię można było usłyszeć w serialu Dylematu 5 (2006), na płycie Czuwaj Wiaro! (2004) i w filmie Kamienie na szaniec (2014).